# 德罗伊西希
德罗伊西希是德国萨克森-安哈尔特州的一个市镇。总面积20.32平方公里，总人口2028人，其中男性985人，女性1043人（2011年12月31日），人口密度100人/平方公里。